# Самовосстанавливающийся предохранитель
Самовосстанавливающийся предохранитель — полимерное устройство с положительным температурным коэффициентом сопротивления, применяемое в защите электронной аппаратуры.
Принцип действия предохранителя основан на резком увеличении сопротивления при превышении порогового тока, протекающего через него. Сопротивление в сработавшем состоянии зависит от следующих факторов: типа используемого устройства, приложенного к нему напряжения U и мощности, рассеиваемой на устройстве Pd. Величина этого сопротивления может быть вычислена по формуле: {\displaystyle R_{t}=U^{2}/P_{d}}. После отключения питания (отключения нагрузки, уменьшения напряжения и т. д.) по истечении некоторого времени вновь уменьшает своё внутреннее сопротивление — самовосстанавливается. Увеличение сопротивления сопровождается нагревом предохранителя примерно до 80 градусов по Цельсию.
Полимерный самовосстанавливающийся предохранитель представляет собой матрицу из непроводящего ток полимера, смешанного с техническим углеродом. В холодном состоянии полимер кристаллизован, а пространство между кристаллами заполнено частицами углерода, образующими множество проводящих цепочек. Если через предохранитель начинает протекать слишком большой ток, он начинает нагреваться, и в какой-то момент времени полимер переходит в аморфное состояние, увеличиваясь в размерах. Из-за этого увеличения углеродные цепочки начинают разрываться, что вызывает рост сопротивления, и предохранитель нагревается еще быстрее. В конце концов сопротивление предохранителя увеличивается настолько, что он начинает заметно ограничивать протекающий ток, защищая таким образом внешнюю цепь. После устранения замыкания, когда протекающий ток снизится до исходного значения, предохранитель остывает и его сопротивление возвращается к начальному значению.
Такие предохранители часто применяются в бытовых ПЭВМ для защиты от перегрузок или КЗ в цепях USB-, FireWire-портов, и других интерфейсах с подводимым питанием.